# عبد الله بن عمير الكلبي
عبد الله بن عمير الكلبي هو أحد أصحاب الإمام الحسين بن علي. كان يعيش في الكوفة، فعندما علم بأنّ الناس يستعدّون لحرب الامام الحسين، عزم على الذهاب إلى كربلاء لنصرة الإمام، فقاتل في معركة كربلاء، وكان الثاني من أصحاب الإمام الحسين الذي قُتل في المعركة.

## نسبه
هو عبد الله بن عمير بن عباس بن عبد قيس بن عليم بن جناب الكلبي العليمي، أبو وهب.

## إلتحاقه بالركب الحسيني
كان عبد الله بن عمير الكلبي من طائفة بني عليم وكان يسكن مدينة الكوفة. فعندما رأى جيش الكوفة يستعد ويتجهز لقتال الحسين ابن فاطمة بنت رسول الله، عزم على الذهاب لنصرة حفيد رسول الله. فحدّث زوجته أم وهب ابنة عبد الله بشأن قراره هذا، فأيّدت قرار زوجها وقالت له: «يا له من قرار صائب وحكيم، خذني معك بالله عليك.» فخرجا ليلاً من الكوفة ووصلا إلى كربلاء في اليوم الثامن من محرم الحرام والتحقا بقافلة الإمام الحسين.

## مقتله
في معركة كربلاء في اليوم العاشر من المحرم، استأذن عبد الله بن عمير من الإمام الحسين للقتال، فأذن له، فبرز للقتال.وكان يقول وهو يقاتل:

| إن تنكـروني فـأنـا بن كـلب   |  | حسبي بيتي فـي عليم حسـبي  |
| إنـي امرؤ ذو مـرة وعصب       |  | ولـست بالخوار عند الـنكـب |
| إنــي زعــيـم لــك أم وهـــب |  | بالطعن فيهما مقدما والضرب |

كان عبد الله بن عمير ثاني من قتل في معركة كربلاء من أصحاب الحسين بعد مسلم بن عوسجة. ورد في الزيارة الرجبية وزيارة الناحية المقدسة «السَّلامُ عَلى‌ عَبدِ اللَّهِ بنِ عُمَيرٍ الكَلبِيِّ».

## مقتل زوجته
عندما قتل عبد الله بن عمير خرجت زوجته أم وهب تمشي إليه حتى جلست عند رأسه وأخذت بالبكاء على جنازته وهي تمسح عنه التراب وتقول: «هنيئاً لك الجنة».
فأمر شمر بن ذي الجوشن غلامه رستم بضرب رأسها بالعمود، فضرب رأسها فشجّه، و هي أول امرأة قُتلت في كربلاء مع الإمام الحسين.